# Antonín Bečvář
Antonín Bečvář, češki astronom, * 10. junij 1901, Stará Boleslav, Češka, † 10. januar 1965, Stará Boleslav.
Bečvář je ustanovil Observatorij Skalnaté Pleso na Slovaškem.
Odkril je komet C/1947 F2 (Bečvář), ki je znan tudi po oznakah 1947 III in 1947c.
Vodil je sestavljanje Atlas Coeli Skalnate Pleso, ki ga je objavila družba Sky Publishingt Corporation kot Skalnate Pleso Atlas of the Heavens. Ta zvezdni atlas je veljal za najboljšega svoje vrste, dokler ni nizozemski uranograf (kartograf neba) Wil Tirion leta 1981 objavil Sky Atlas 2000.0.
Bečvář je kasneje sestavil še Atlas Eclipticalis, Atlas Borealis in Atlas Australis.